# Panamerikanische Spiele 2015/Leichtathletik – 400 m Hürden der Frauen

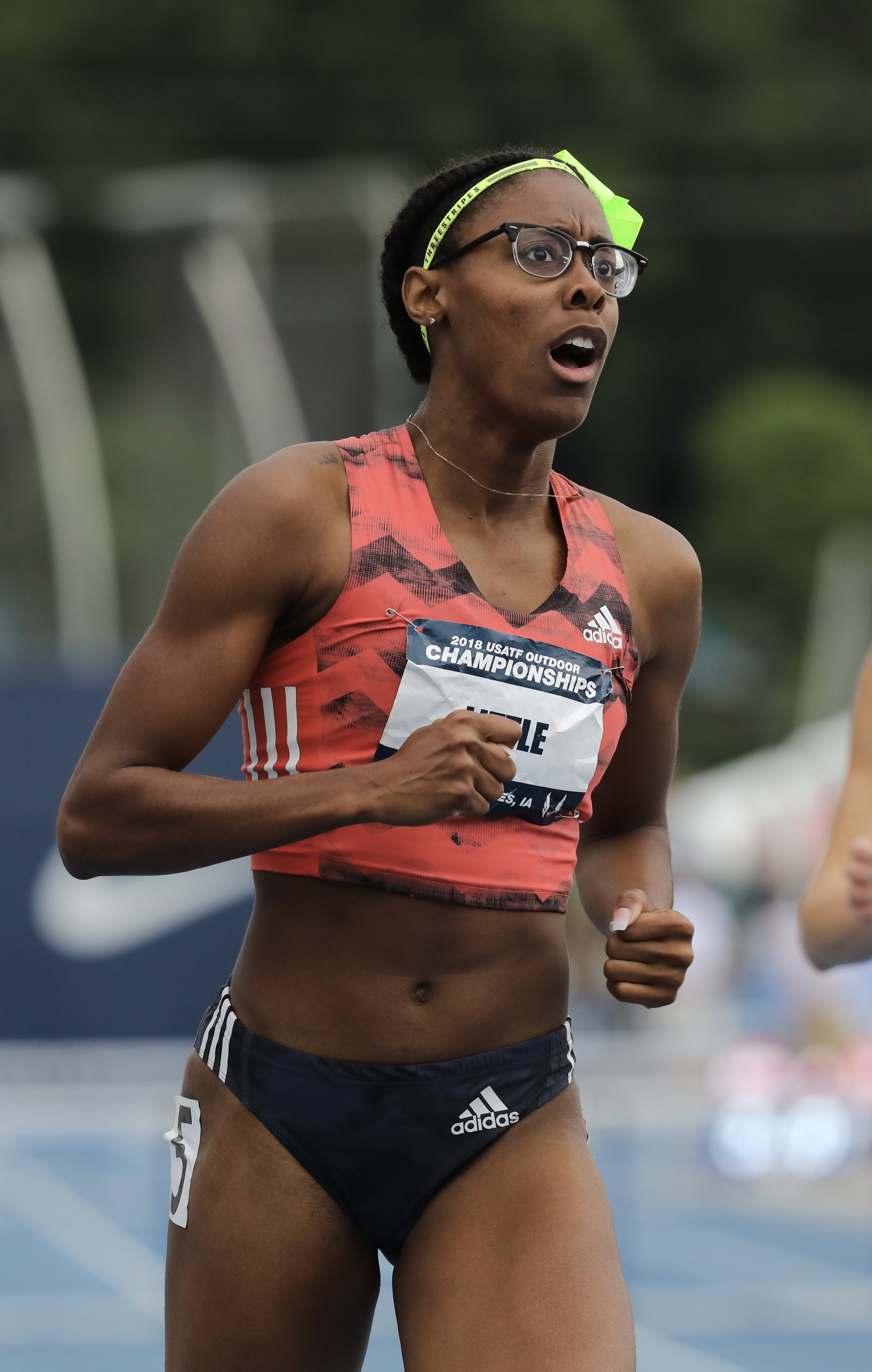
Die Siegerin Shamier Little (2018)

Der 400-Meter-Hürdenlauf der Frauen bei den Panamerikanischen Spielen 2015 fand am 21. und 22. Juli im CIBC Pan Am und Parapan Am Athletics Stadium in Toronto statt.
16 Läuferinnen aus zwölf Ländern nahmen an den Lauf teil. Die Goldmedaille gewann Shamier Little nach 55,50 s, Silber ging an Sarah Wells mit 56,17 s und die Bronzemedaille gewann Déborah Rodríguez mit 56,41 s.

## Rekorde
Vor dem Wettbewerb galten folgende Rekorde:
| Weltrekord        | Julija Petschonkina | 52,34 s | Tula, Russland                              | 8. August 2003 |
| Rekord der Spiele | Daimí Pernía        | 53,44 s | Panamerikanische Spiele in Winnipeg, Kanada | 28. Juli 1999  |

## Halbfinale
Aus den zwei Halbfinalläufen qualifizierten sich die jeweils drei Ersten jedes Laufes – hellblau unterlegt – und zusätzlich die zwei Zeitschnellsten – hellgrün unterlegt – für das Finale.

### Lauf 1
21. Juli 2015, 12:05 Uhr
| Platz | Bahn | Athletin          | Land                | Zeit (s) |
| ----- | ---- | ----------------- | ------------------- | -------- |
| 1     | 6    | Sparkle McKnight  | Trinidad und Tobago | 56,56 SB |
| 2     | 3    | Zudikey Rodríguez | Mexiko              | 57,64 SB |
| 3     | 8    | Sharolyn Scott    | Costa Rica          | 57,76 SB |
| 4     | 2    | Sage Watson       | Kanada              | 58,36    |
| 5     | 5    | Ristananna Tracey | Jamaika             | 58,62    |
| 6     | 1    | Jaílma de Lima    | Brasilien           | 58,72    |
| 7     | 4    | Magdalena Mendoza | Venezuela           | 58,95    |
|       | 7    | Kori Carter       | Vereinigte Staaten  | DNS      |

### Lauf 2
21. Juli 2015, 12:13 Uhr
| Platz | Bahn | Athletin           | Land                | Zeit (s)    |
| ----- | ---- | ------------------ | ------------------- | ----------- |
| 1     | 3    | Shamier Little     | Vereinigte Staaten  | 56,08       |
| 3     | 4    | Sarah Wells        | Kanada              | 56,77       |
| 4     | 5    | Zurian Hechavarría | Kuba                | 56,82 SB    |
| 5     | 6    | Déborah Rodríguez  | Uruguay             | 56,86       |
| 6     | 7    | Jessica Gelibert   | Haiti               | 57,58 SB    |
| 7     | 1    | Samantha Elliott   | Jamaika             | 58,30       |
| 8     | 8    | Josanne Lucas      | Trinidad und Tobago | 1:00,30 min |
| 9     | 2    | Jenea McCammon     | Guyana              | 1:03,21 min |

## Finale
22. Juli 2015, 19:15 Uhr
| Platz | Bahn | Athletin           | Land                | Zeit (s)    |
| ----- | ---- | ------------------ | ------------------- | ----------- |
|       | 4    | Shamier Little     | Vereinigte Staaten  | 55,50       |
|       | 3    | Sarah Wells        | Kanada              | 56,17       |
|       | 2    | Déborah Rodríguez  | Uruguay             | 56,41       |
| 4     | 8    | Zurian Hechavarría | Kuba                | 56,72 SB    |
| 5     | 5    | Sparkle McKnight   | Trinidad und Tobago | 57,30       |
| 6     | 6    | Zudikey Rodríguez  | Mexiko              | 57,65       |
| 7     | 7    | Sharolyn Scott     | Costa Rica          | 58,65       |
| 8     | 1    | Jessica Gelibert   | Haiti               | 1:00,23 min |